# Hoàng Xá
Hoàng Xá là một xã thuộc huyện Thanh Thủy, tỉnh Phú Thọ, Việt Nam.
Xã Hoàng Xá có diện tích 6,89 km², dân số năm 2015 là 17505 người, mật độ dân số đạt 2541người/km².
Lịch sử

### Kinh tế
Như hầu hết người dân vùng bán sơn địa ở huyện thuần nông, nhân dân Hoàng Xá vẫn lấy làm ruộng chăn nuôi, ngành nghề TTCN làm căn bản. Với diện tích canh tác trên 400 ha, hàng năm nhân dân đã tìm mọi cách xoay vần, song cái khó của làm nông nghiệp của địa phương là bình quân ruộng đất rất thấp, trong đó hơn một nửa là đất cao hạn và ruộng trũng. Đối với đất cao trồng xen canh ngô, đỗ, lạc, đậu, vùng trũng kết hợp nuôi cá. Gần đây, khi được nhà nước đầu tư cải tạo hệ thống thủy lợi, kết hợp với áp dụng kỹ thuật nên năng suất, sản lượng cây trồng nâng lên. Bên cạnh trồng trọt, các hộ dân đã lựa chọn chăn nuôi gia súc, gia cầm, thủy sản là hướng tăng thu nhập. Đặc biệt nghề nuôi thả cá trở thành thế mạnh của xã. Trên diện tích ruộng trũng, ruộng bờ tre ướm bóng, kể cả đất cao hạn gieo cấy kém hiệu quả đều được tận dụng làm ao, hồ. Từ năm 2012, việc đầu tư xây đắp công trình phục vụ chuyên nuôi thủy sản càng tạo thuận lợi để bà con nuôi, thả cá quanh năm, tạo ra khối lượng tôm cá dồi dào không chỉ phục vụ địa bàn mà còn cung cấp ra thị trường khối lượng lớn.
Phát huy truyền thống một địa phương có nhiều ngành nghề TTCN, hàng năm xã vận động nhân dân duy trì nghề truyền thống như đan lát, sản xuất vôi, gạch không nung, chế biến nông sản…; gần đây lại mở thêm các nghề cắt may, cơ khí, chế biến chè... thu hút gần 1.000 hộ tham gia, tạo ra giá trị 10 tỷ đồng/ năm. Đi cùng với nông nghiệp, TTCN mảng kinh tế dịch vụ, trọng tâm là buôn bán nhỏ được xã chú trọng. Hiện nay toàn xã có khoảng 600 hộ tham gia hoạt động dịch vụ, năm 2013 đã đạt giá trị khoảng trên 48 tỷ đồng, chiếm tỷ trọng gần 53% GDP. Với sự nhạy bén, chịu khó tích cóp làm giàu, nhiều năm nay Hoàng Xá vươn lên không chỉ đủ ăn mà còn làm giàu, năm 2013 toàn xã đạt tổng giá trị kinh tế khoảng 175 tỷ đồng, tăng 28 tỷ so với năm 2012, đạt thu nhập bình quân đầu người gần 15 triệu đồng.